# Stoppie

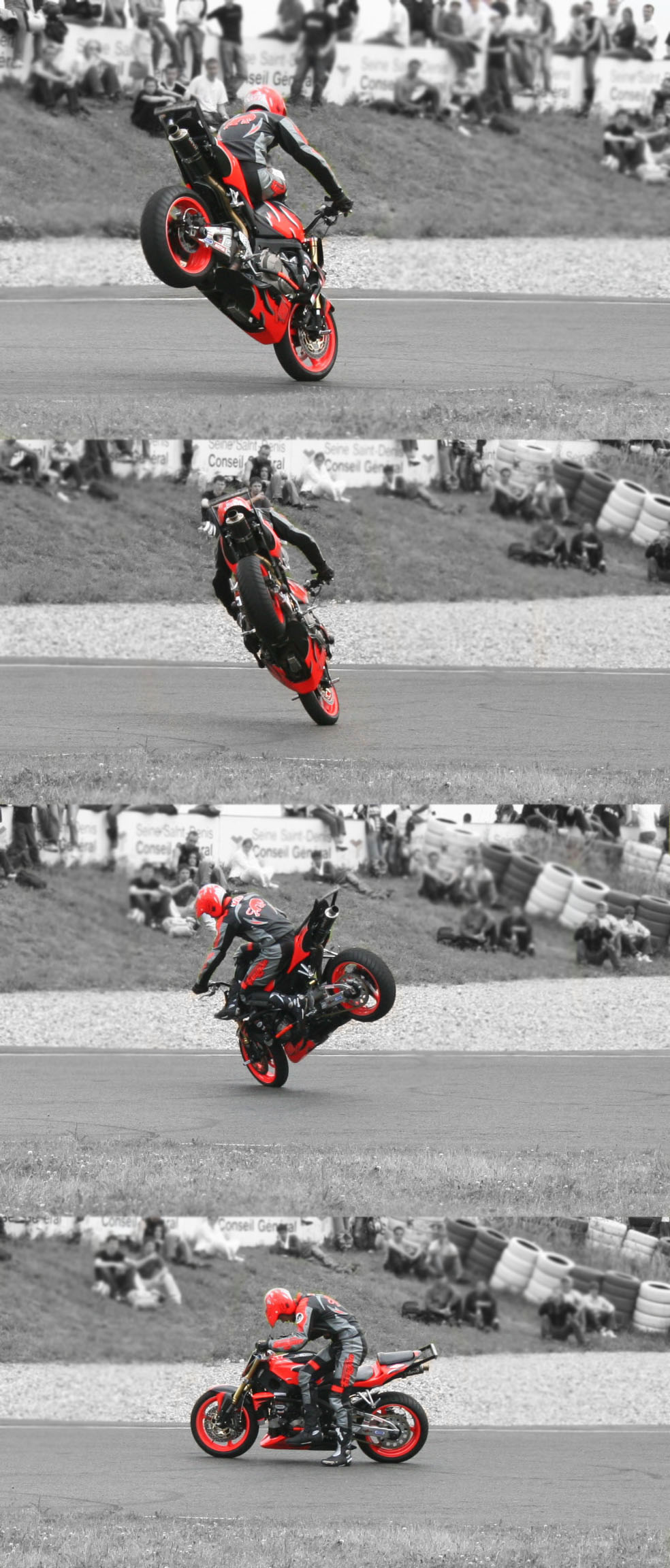
RL 180 graus, por Duke durante uma apresentação de Wheelie.

Stoppie, (no Brasil conhecido como RL (Rear Lift) ou bob's e nos países anglófonos conhecido como front wheelie ou wikang (wheelie belakang) na Malásia), é uma manobra efetuada com motocicletas e bicicleta onde freiando com a roda dianteira, o condutor ergue a roda traseira da moto. É uma das principais manobras do Wheelie. Alguns automóveis também executam a manobra.

## Descrição geral

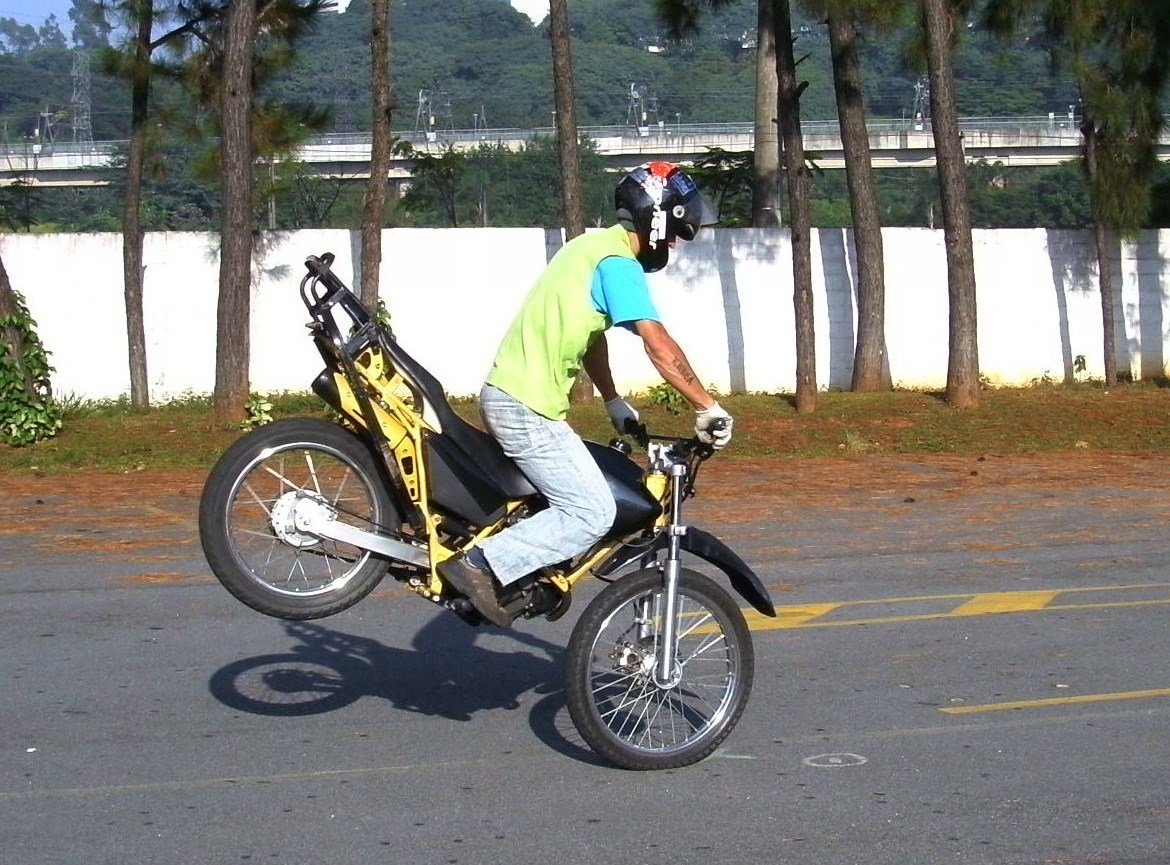
Rl Simples

A manobra é muito arriscada devido as chances de tombar a moto para frente, ocasionando graves acidentes. O Praticante que efetua a manobra, deve ter a precisão de freiar somente a quantidade necessária para empinar a moto, caso contrário poderá tombar a moto. Alguns praticantes mais avançados efetuam a manobra de costas
Em Portugal é chamada de égua ou mula.